# Златия (Монтанская область)
Златия (болг. Златия) — село в Болгарии. Находится в Монтанской области, входит в общину Вылчедрым. Население составляет 838 человек.

## Политическая ситуация
В местном кметстве Златия, в состав которого входит Златия, должность кмета (старосты) исполняет Александр  Любомиров Панов (независимый) по результатам выборов.
Кмет (мэр) общины Вылчедрым — Иван Христов Барзин (Земледельческий союз Александра Стамболийского (ЗСАС)) по результатам выборов.